# Haapajärvi
Haapajärvi é um município da Finlândia.
Está localizado na província de Oulu, e faz parte da sub-região da Ostrobótnia do Norte. A cidade tem uma população de 7.709 habitantes (estimativas de 2010) e abrange uma área de 789,17 km², dos quais 23,68 km² é composto por água.  A densidade populacional é de 10,07 habitantes por quilómetro quadrado.
O município é unilinguisticamente finlandês.